# Klencke-Atlas

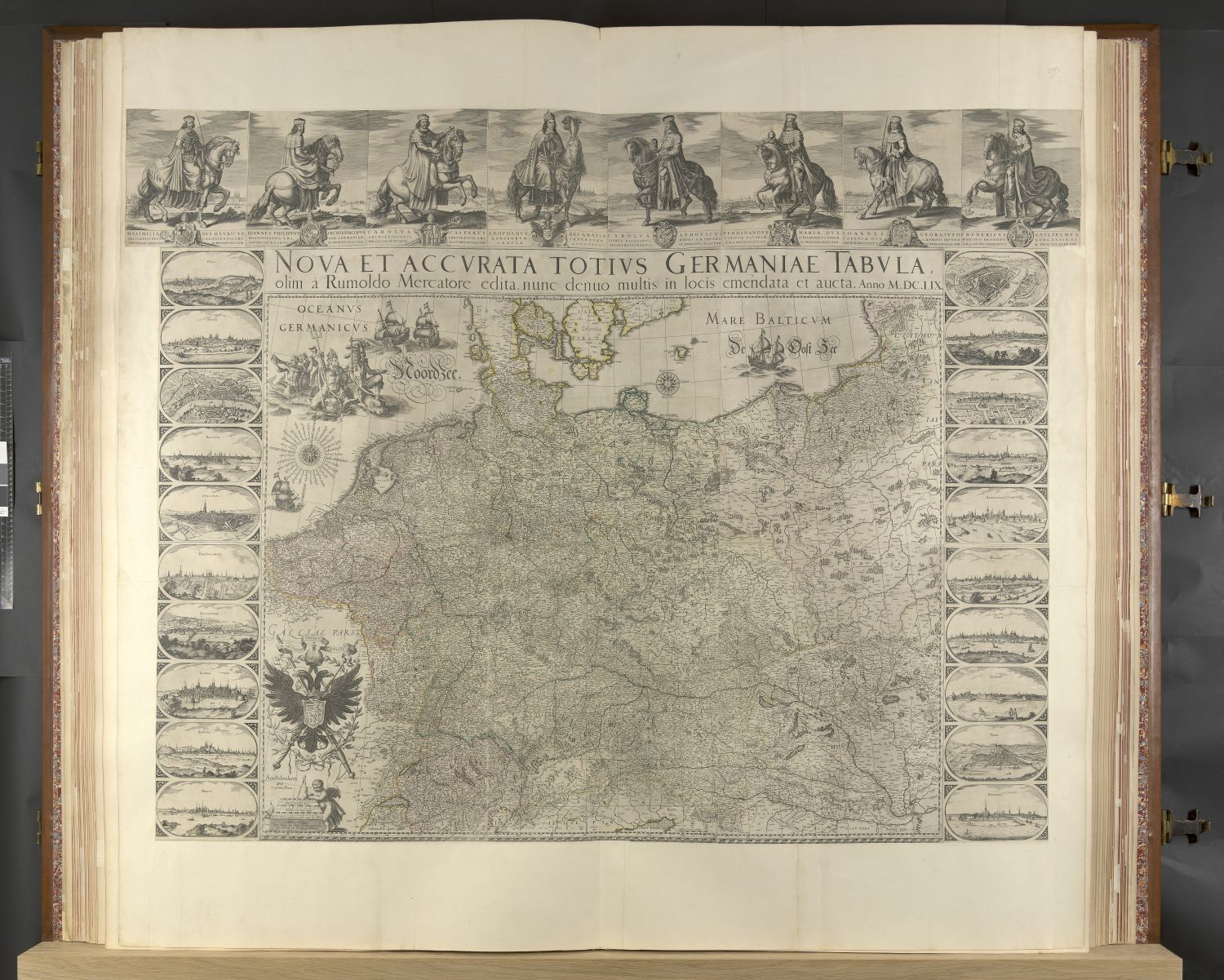
Nova et accurata totius germaniae tabula. Deutschlandkarte im Klencke Atlas

Der Klencke-Atlas von 1660 ist einer der größten Atlanten der Welt. Er ist geöffnet 1,75 Meter hoch und 1,9 Meter breit, und so schwer, dass die British Library sechs Mitarbeiter benötigte, ihn zu tragen.
Er ist ein Weltatlas aus 37 Karten auf 39 Blättern und enthält Stiche von Künstlern wie Joan Blaeu und Henricus Hondius. Die Karten waren ursprünglich als Wandkarten und nicht für ein Buch gedacht und sollten gehängt präsentiert werden. Die Karten stellen die Kontinente und verschiedene Staaten in Europa, Südamerika und Asien dar und sollten das gesamte geographische Wissen der Zeit enthalten.
Der Atlas wurde 1660 dem englischen König Karl II. anlässlich seiner Wiedereinsetzung von einem Konsortium holländischer Kaufleute geschenkt, geführt vom Zuckerimporteur und Philosophielehrer Johannes Klencke (1620–1672), Sohn einer holländischen Kaufmannsfamilie. Karl II., ein Kartenenthusiast, verwahrte ihn im Cabinet and Closet of Rarities (Raritätenkabinett) in Whitehall.
Georg III. schenkte den Atlas 1828 der British Library als Teil einer größeren Sammlung von Karten und Atlanten. In den 1950er Jahren wurde er neu gebunden und restauriert. Heute wird er in der antiquarischen Kartenabteilung der British Library in London aufbewahrt, seit 1998 wird er im Eingangsbereich des Kartenleseraums gezeigt. Im April 2010 war er das erste Mal seit 350 Jahren wieder öffentlich mit geöffneten Seiten bei einer Ausstellung in der British Library zu sehen. 2015 begann die British Library mit seiner Digitalisierung.
Bis 2010 galt der Klencke-Atlas allgemein als der weltgrößte Atlas, ein Rekord, den er wahrscheinlich hielt, seitdem er vor 350 Jahren produziert wurde. Im Oktober 2010 veröffentlichte der australische Verleger Gordon Cheers unter dem Titel Earth (Erde) einen neuen Atlas, der etwa einen Fuß – gut 30 cm – größer ist und damit nun als größter Atlas der Welt gilt; nur 31 Exemplare sollen hergestellt und für 100.000 US-Dollar pro Exemplar verkauft werden, eines davon erwarb 2012 auch die British Library.